# Kermia tessellata
Kermia tessellata là một loài ốc biển, là động vật thân mềm chân bụng sống ở biển trong họ Conidae.

## Miêu tả
Loài này có vỏ dài 10 mm

## Phân bố
Chúng phân bố ở Ấn Độ Dương dọc theo Madagascar và Mauritius, và ở Thái Bình Dương dọc theo Đài Loan, Nouvelle-Calédonie và đông bắc Úc.